# Armorial des abbés de Parc

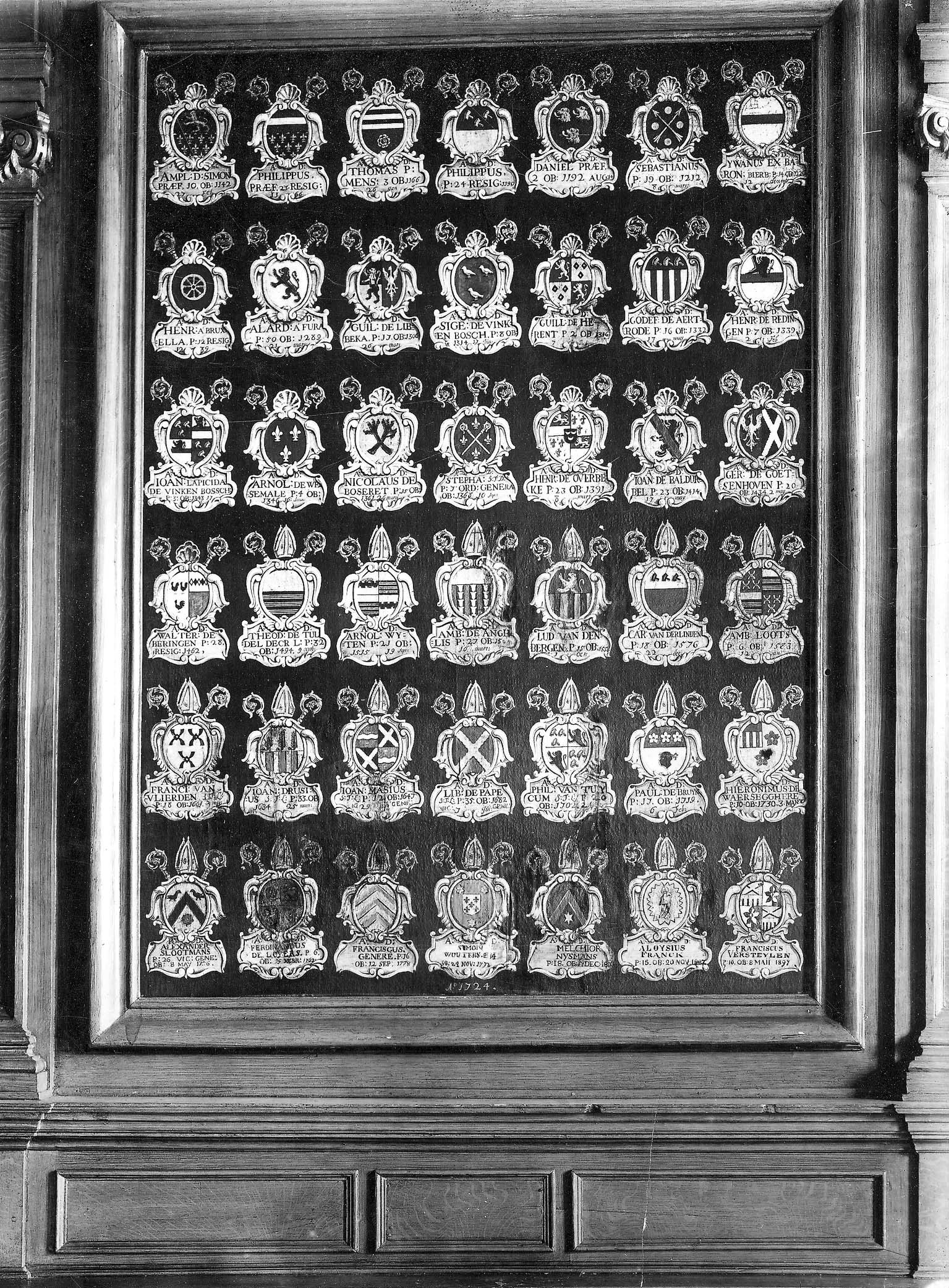
Armes des abbés de Parc (1724). Ce tableau présent à l'abbaye permet de valider ou de déclarer fautifs les blasonnements énoncés par Jansen dans son ouvrage de référence.

L'armorial des abbés de Parc regroupe les armes des 46 abbés ayant administré l'abbaye de Parc entre 1132 et 1936, abbaye située à Heverlee, près de Louvain, en Belgique, dans la province du Brabant flamand.
Gauthier, premier abbé de l'abbaye Saint-Martin de Laon, fondateur régulier en 1129 de l'abbaye de Parc, initia la communauté naissante aux règles de l'Ordre des chanoines réguliers de Prémontré, puis il retourna en son abbaye quand fut élu le premier abbé de l'abbaye de Parc en 1132.

## Présentation générale

### Contexte historique
Gauthier, premier abbé de l'abbaye Saint-Martin de Laon, fondateur régulier en 1129 de l'abbaye de Parc, initia la communauté naissante aux règles de l'Ordre des chanoines réguliers de Prémontré, puis il retourna en son abbaye quand fut élu le premier abbé de l'abbaye de Parc en 1132.

### Nombre de blasons
Cet armorial est établi pour les 46 premiers abbés de l'abbaye de Parc, lesquels administrent l'abbaye entre 1132 et 1936.
L'abbaye s'arrête de fonctionner entre 1797 et 1802, du fait de la Révolution française, puis reprend son existence jusqu'en 1810, prenant fin avec la mort du dernier abbé de l'ancien régime. L'indépendance de la Belgique entraîne l'arrivée d'un supérieur à la tête de l'abbaye en 1834. Quatre supérieurs sans blason ni devise se sont succédé entre 1834 et 1868. À partir de 1868, l'abbaye renoue avec des abbés. L'armorial indique que deux abbés ne possèdent manifestement pas de blason. D'autre part, un abbé a été élu deux fois pour deux abbatiats différents.
En définitive, l'armorial expose 43 blasons.

### Ornements extérieurs

#### Cas généraux pour l'ordre des Prémontrés
Les ornements extérieurs des armes de ces abbés auraient pu être ceux des Prémontrés, dont l'habit est entièrement blanc, ces derniers ayant coutume de timbrer leur blason du chapeau prélatice d'argent, mais il s'avère que les abbés flamands d'avant la Révolution française utilisaient des ornements extérieurs spécifiques accompagnant leur blason.

Ornements extérieurs des abbés de Parc s'ils avaient été des abbé prémontrés classiques.
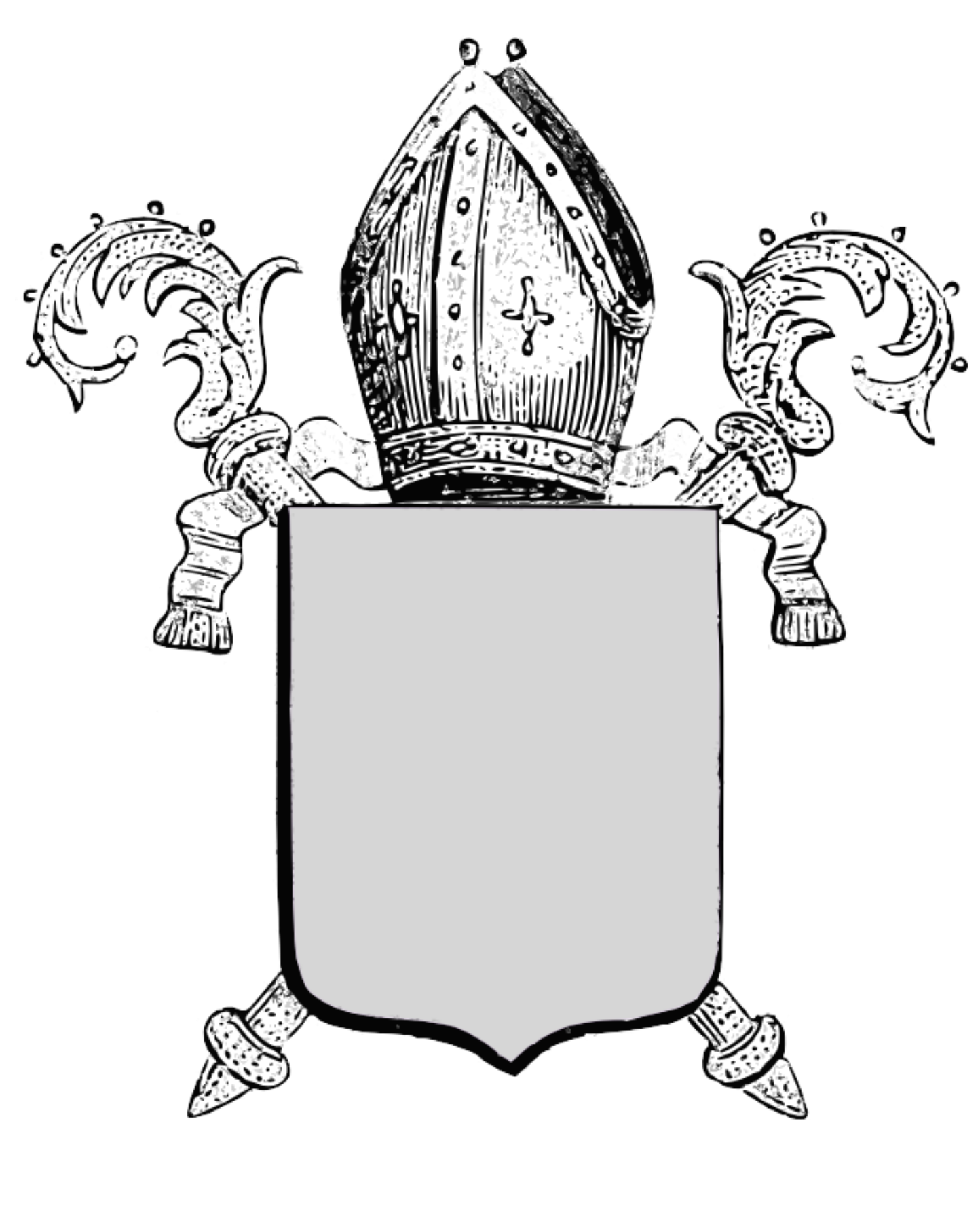
Ornements extérieurs des abbés flamands d'avant la Révolution française.

#### Cas particulier pour l'abbaye de Parc
On distingue en définitive trois types d'ornements extérieurs : ceux qui mettent en évidence le chapeau prélatice blanc, ceux distinguant le 35e abbé général de l'ordre norbertin, et ceux qui montrent la mitre puisqu'à partir de 1462 les abbés de l'abbaye de Parc portent la mitre. En effet, l'abbé Thierry van Tuldel est le premier abbé mitré de l'histoire de l'abbaye de Parc. Il a obtenu du pape Pie II, en 1462, l'usage des ornements pontificaux, puis du pape sixte IV, en 1475, la bénédiction des calices, cela dans le but de rehausser l'éclat des cérémonies religieuses à Parc.

Ornements extérieurs d'un abbé flamand non mitré d'avant la Révolution française.
Ornements extérieurs du 35e abbé général de l'ordre norbertin.
Ornements extérieurs d'un abbé flamand mitré d'avant la Révolution française.

### Origine des blasons
Pour constituer cet armorial, J. E. Jansen, habitué à travailler aux archives, puise notamment dans les cartulaires et les livres de sens de l'abbaye de Parc, conservés aux Archives du royaume, à Bruxelles et à Parc même. Il s'appuie précisément sur les éléments héraldiques mentionnées dans les tableaux, les sceaux et les actes qu'il déniche. Selon lui, les blasons des abbés de l'abbaye de Parc ont été élaborés à partir de la deuxième moitié du XVe siècle, hormis ceux de certains abbés nobles qui sont plus anciens. Quant aux devises des abbés, elles ne leur ont été propres que depuis le 35e abbé Libert de Pape en 1648.
Il convient de signaler que Jansen n'est pas spécialement un héraldiste et ses blasonnements sont souvent ambigus, voire fautifs.

## Armorial
| Blason conforme au tableau des armes des abbés | Blasonnement retenu après l'analyse des écrits de J.E. Jansen, et devise éventuelle | Abbé porteur des armes et période d'abbatiat                     | Remarques glanées dans l'ouvrage de J. E. Jansen | Armes comprenant les ornements extérieurs |
| ---------------------------------------------- | --- | ---------------------------------------------------------------- | --- | ----------------------------------------- |
|                                                | « D'azur de fleur de lis d'or ordonnées, 4, 3, 2, au chef de sable chargé d'un lion d'or rampant morné » | Simon de Saint-Maurice 1er abbé de Parc (1132-1142)              | Les armes de cet abbé ont été élaborées plus tard, elles révèlent l'origine française de l'abbé. |                                           |
|                                                | « Coupé : au I, de gueules à la fasce d'argent ; au II, d'azur semé de fleurs de lis d'or » | Philippe Ier 2e abbé de Parc (1142-1166)                         | |                                           |
|                                                | « De gueules à la rose boutonnée d'or, au chef d'argent chargé de deux fasces de sable » | Thomas 3e abbé de Parc (1166-1167)                               | |                                           |
|                                                | (Sans objet) | Renier 4e abbé de Parc (1167-1170)                               | |                                           |
|                                                | « D'or au chef d'azur chargé de trois haches d'or emmanchées en bande » | Philippe II 5e abbé de Parc (1170 ou 1171-1190)                  | |                                           |
|                                                | « De gueules chargé de trois têtes de léopard d'or » | Daniel 6e abbé de Parc (1190-1192)                               | |                                           |
|                                                | « D'azur chargé de deux flèches empennées en sautoir, cantonnées de quatre besants d'or » | Sébastien 7e abbé de Parc (1192-1196 ou 1197)                    | |                                           |
|                                                | (Sans objet) | Hubert 8e abbé de Parc (1196 ou 1197-1198 ou 1201)               | |                                           |
|                                                | « D'azur chargé de deux flèches empennées en sautoir, cantonnées de quatre besants d'or » | Sébastien 9e abbé de Parc (1198 ou 1201-1212)                    | |                                           |
|                                                | « D'argent à la fasce de gueules » | Jean de Bierbeek 10e abbé de Parc (1212-1226)                    | Le blason de cet abbé est emprunté aux seigneurs de Bierbeek, ce qui peut se comprendre dans la mesure où, selon J.E. Jansen, Jean de Bierbeek est issu de la famille des nobles barons de Bierbeek, et selon F.J. Raymaekers, il est issu de la noble famille des sires de Bierbeek.                                                                       |                                           |
|                                                | « De gueules à la roue d'or » | Henri de Bruxelles 11e abbé de Parc (1226-1239)                  | |                                           |
|                                                | « D'argent, au lion d'azur tenant à la patte senestre un cœur enflammé de gueules » | Alard de Vuren 12e abbé de Parc (1239-1289)                      | |                                           |
|                                                | « Parti, au premier coupé de sable et d'or, au lion brochant de l'un en l'autre, au second de gueules à l'aigle d'argent » | Guillaume Bodenvlas de Lubbeek 13e abbé de Parc (1289-1306)      | |                                           |
|                                                | « D'azur à 3 pinsons d'argent » | Siger Fabri 14e abbé de Parc (1306-1314)                         | |                                           |
|                                                | « Écartelé de gueules au lion d'argent et d'or à trois macles de sable » | Guillaume Van den Calstre 15e abbé de Parc (1314-1316)           | |                                           |
|                                                | « D'argent à 3 pals de gueules au chef d'azur, chargé de trois maillets d'or » | Godefroid de Aertrode 16e abbé de Parc (1316-1332)               | |                                           |
|                                                | « D'argent à la fasce de gueules, sommée d'un lion issant, de sable, armé et lampassé de gueules » | Henri de Redinghen 17e abbé de Parc (1332-1339)                  | Le blason de cet abbé appartient à l'un des sept lignages de Louvain, celui de Van Redingen, lequel porte à l'origine les armes : « d'argent à la fasce de gueules, au lion de sable armé et lampassé de gueules, issant de la fasce ». |                                           |
|                                                | « Écartelé : au 1 et 4 d'azur à trois maillets d'or posés en bande, au 2 et 3 d'argent à la fasce de gueules, sommée d'un lion issant, de sable, armé et lampassé de gueules » | Jean de Steenhouwer 18e abbé de Parc (1339-1342)                 | |                                           |
|                                                | « De gueules à trois lis d'argent au pied coupé » | Arnould de Wesemael 19e abbé de Parc (1342-1346)                 | Les armes de cet abbé sont empruntées à la noble maison des barons de Wesemael. |                                           |
|                                                | « D'or à deux serres d'aigle de sable renversées et passées en sautoir » | Nicolas Boseret 20e abbé de Parc (1347-1361)                     | |                                           |
|                                                | « D'azur à deux crosses d'or tournées à l'extérieur en sautoir cantonnées de 4 fleurs de lis de même » | Étienne 21e abbé de Parc (1361-1368)                             | Les armes de cet abbé font allusion aux armoiries de Prémontré et de France. |                                           |
|                                                | « Écartelé : aux I et IV, coupé de gueules au lion léopardé d'argent et d'argent plain ; aux II et III, d'hermine à 3 fleurs de lis de gueules au pied coupé ; sur le tout, de sable à 3 feuilles de nénuphar d'argent » | Henri van Overbeke 22e abbé de Parc (1368-1391)                  | |                                           |
|                                                | « D'or au lion de sable, armé et lampassé de gueules, au bâton du même brochant » | Jean Balduwel 23e abbé de Parc (1391-1414)                       | Les armes de cet abbé sont empruntées aux armoiries des comtes de Namur. |                                           |
|                                                | « Parti, le premier d'azur à l'aigle d'or, le second de sable à un sautoir engrêlé d'argent » | Gérard van Goetsenhoven 24e abbé de Parc (1414-1434)             | Les armes de cet abbé sont issues des armoiries familiales figurant sur la dalle funéraire de l'abbé, à l'abbaye de Parc. Ces armes étaient aussi présentes dans la partie basse d'un vitrail peint par Henri van Schoonberghen, vitrail représentant l'institution de la confrérie de Notre-Dame, situé au chevet du chœur de l'église de Werchter.        |                                           |
|                                                | « Parti, le premier d'argent à trois coqs arrêtés de sable, le second de sinople au chef d'argent chargé d'une fasce de trois macles alternativement accolées à deux losanges de sable » | Gauthier van Beringen 25e abbé de Parc (1434-1462)               | La pierre tombale sculptée de cet abbé, située au chœur de l'abbatiale, est ornée de ses armes. |                                           |
|                                                | « De sable à trois jumelles d'or, au chef d'or plain » | Thierry van Tuldel 26e abbé de Parc (1462-1494)                  | L'écusson armorial de l'abbé Thierry van Tuldel figure sur la gauche de son sceau,. |                                           |
|                                                | « Écartelé : au 1 et 4 d'or à une fasce bretessée et contre-bretessée de sable, au 2 et 3 de sable à trois jumelles d'argent au chef d'or plain » | Arnold Wyten 27e abbé de Parc (1494-1515)                        | Les armes de cet abbé sont anciennes. Elles sont représentées à l'abbaye de Parc, reposant sur la cheminée du salon et dans les fenêtres du cloître, ainsi que sur certains vitraux situés dans la tourelle du refuge de Louvain. |                                           |
|                                                | « De sinople à trois pals de vair en pal renversé, au chef d'or » Devise : Ne quid nimis | Ambroise van Engelen 28e abbé de Parc (1515-1543)                | Les armes de cet abbé, empruntées à sa famille, figurent sur un vitrail de la commune d'Oosterhout. |                                           |
|                                                | « D'or à trois pals d'azur chargé en chef d'un lion naissant d'argent, la queue fourchue et passée en sautoir, armé, lampassé et couronné d'or » Devise : Ne quid nimis | Louis Van den Berghe 29e abbé de Parc (1543-1558)                | Les armes de cet abbé sont empruntées à sa famille. Elles figurent sur la cheminée du 1er salon, à l'abbaye de Parc. |                                           |
|                                                | « De gueules au chef d'argent à trois maillets de sable posés en bande » Devise : Ne quid nimis | Charles Van der Linden 30e abbé de Parc (1558-1576)              | Ces armes, empruntées à la famille de l'abbé, se trouvent au-dessus de la porte d'entrée de la Salle du chapitre de l'abbaye de Parc, sous la forme d'un écusson à bordures déchiquetées ; elles figurent aussi dans des encadrements ornés, sur les vitraux du réfectoire d'hiver de ce monastère, juste au-dessus des médaillons garnissant ces fenêtres. |                                           |
|                                                | « Écartelé : au 1 et 4 de gueules à trois anilles d'argent, mal ordonnées au 1, et au 2 et 3 de sable à deux tierces d'or au chef d'or plain » | Ambroise Loots 31e abbé de Parc (1577-1583)                      | Ce blason est représenté avec des anilles à l'antique pour suivre les habituelles influences germaniques du blason belge. Ces « anilles » sont tournées d'un quart de tour par rapport aux anilles françaises. |                                           |
|                                                | « D'argent à trois anilles de sable » Devise : Ne quid nimis | François van Vlierden 32e abbé de Parc (1583-1601)               | Les armes de cet abbé sont empruntées à sa famille et conservées à l'abbaye de Parc. |                                           |
|                                                | « D'argent à trois pals de gueules au chef d'or chargé de trois crémaillères de sable » Devise : Ne quid nimis | Jean Druys 33e abbé de Parc (1601-1634)                          | Les armes de cet abbé sont conservées à l'abbaye de Parc. |                                           |
|                                                | « Écartelé, aux 1 et 4 de sinople à la fasce ondée d'argent, aux 2 et 3 de sable au sautoir engrêlé d'argent » Devise : Ne quid nimis | Jean Maes 34e abbé de Parc (1634-1647)                           | Les armes de cet abbé sont composées à partir de celles de son père (Maes pour 1 et 4) et de celles de sa mère (Pinnoc pour 2 et 3), elles sont conservées à l'abbaye de Parc. |                                           |
|                                                | « De gueules au sautoir engrêlé d'or » Devise : Per crucem Libertus | Libert de Pape 35e abbé de Parc (1648-1682)                      | Les armes de cet abbé sont empruntées à sa famille. Elles figurent sur deux taques de cheminées en fonte, à l'abbaye de Parc. |                                           |
|                                                | « Écartelé, aux 1 et 4 d'or à 3 maillets penchés de sinople ou d'azur, aux 2 et 3 d'argent à un lion issant de sable » Devise : Labore vinces | Philippe van Tuycom 36e abbé de Parc (1682-1702)                 | Les armes de cet abbé sont conservées à l'abbaye de Parc. |                                           |
|                                                | « D'argent à une tête de maure de sable, tortillée du champ, au chef d'azur chargé de trois quintefeuilles du même émail » Devise : De tenebris lumen | Paul de Bruyn 37e abbé de Parc (1702-1719)                       | Les armes de cet abbé, empruntées à sa famille, sont conservées à l'abbaye de Parc. |                                           |
|                                                | « D'or, à trois quintefeuilles de gueules ; au franc-quartier d'or à trois pals d'azur, au chef de gueules » Devise : Deus verax | Jérôme de Waerseghere 38e abbé de Parc (1719-1730)               | Les armes de cet abbé sont empruntées à sa famille et sont présentes à l'abbaye de Parc. |                                           |
|                                                | « D'or au chevron de sable accompagné de deux tourterelles affrontées du même, et en pointe une quintefeuille de gueules » Devise : Confortavit sera portarum | Alexandre Slootmans 39e abbé de Parc (1730-1756)                 | Les armes de cet abbé figurent au-dessus de la porte d'entrée du presbytère de Korbeek-Lo. Elles existent aussi dans les abbayes de Parc et d'Oosterhout. |                                           |
|                                                | « Écartelé : au 1 et 4 d'or à une rose de gueules, au 2 et 3 de gueules à deux lions léopardés d'or, l'un sur l'autre » Devise : Carpe rosas | Ferdinand de Loyers 40e abbé de Parc (1756-1762)                 | Les armes de cet abbé existent à l'abbaye de Parc et au presbytère d'Heverlee. Ces armoiries sont de plus sculptées au-dessus de la porte d'entrée de la cure d'Heverlee. |                                           |
|                                                | « D'or à trois chevrons d'azur » Devise : Generatio rectorum benedicetur | François Generé 41e abbé de Parc (1762-1778)                     | Les armes de cet abbé avec son obit sont présents à l'abbaye de Parc. |                                           |
|                                                | « D'azur à trois étoiles d'or sur le tout d'argent à cinq fleurs de lis de gueules » Devise : Luce et candore | Simon Wouters 42e abbé de Parc (1778-1792)                       | L'abbaye de Parc conserve l'obit de cet abbé. |                                           |
|                                                | « D'azur au chevron d'or accompagné en pointe d'une étoile d'argent » Devise : Vidimus stellam ejus | Melchior Nysmans 43e abbé de Parc (1793-1810)                    | Les armes de cet abbé sont sur un portrait peint par François Xavier Joseph Jacquin, à l'abbaye de Parc. Par ailleurs, la devise de cet abbé est une allusion à son prénom. |                                           |
|                                                | « D'azur à la madone d'argent nimbée d'or, à la bordure dentée d'argent » Devise : Funda nos in pace | Alois Jacques Franck 44e abbé de Parc (1868-1887)                | Les armes de cet abbé et son obit sont présents à l'abbaye de Parc. |                                           |
|                                                | « Écartelé : aux I et IV, coupé d'azur à la croix de saint-André d'or et d'or à quatre pals de sable abaissés ; aux II et III, parti d'argent et de gueules, à la quintefeuille de l'un en l'autre » Devise : Per crucem ad lucem | François de Paule Adrien Versteylen 45e abbé de Parc (1887-1897) | Les armes de cet abbé font référence à Fierlant, illustre famille brabançonne à laquelle il était apparenté de par sa mère. Ces armes avec l'obit de l'abbé sont conservées à l'abbaye de Parc. |                                           |
|                                                | « Écartelé, au 1 et 4 coupé, parti d'or à l'aigle de sable, se dressant sur un coupeau de sinople, parti de gueules à la croix engrêlée d'or, au 2 et 3 d'or à un bouquet de muguets d'argent aux feuilles de sinople enrubanné de gueules » Note : le Coupé suivi de parti d'or puis de parti de gueules est incompréhensible. Devise : In charitate non ficta | Quirin Gilles Nols 46e abbé de Parc (1897-1936)                  | Les armes de cet abbé se réfèrent à celles de l'abbaye de Parc. Elles y résident avec un cartel et un portrait peint par Eugène Bertrand. |                                           |

## Note
1. 1 2 3  J.E. Jansen est chanoine de l'abbaye de Parc, archiviste de la ville de Turnhout et membre titulaire de l'Académie royale d'Archéologie de Belgique.
2. ↑  Le blasonnement indiqué dans l'ouvrage de J.E. Jansen est : « d'azur semé de fleur de lis d'or posées, 4, 3, 2, au chef de sable chargé d'un lion d'or rampant morné ». Ce blasonnement est fautif car un « semé » ne peut déterminer un nombre précis d'éléments.
3. ↑  L'ouvrage de J.E. Jansen indique le blasonnement « d'azur semé de neuf fleurs de lis d'or ordonnées 4,3,2, au chef de gueules à la fasce d'argent ». Ce blasonnement est fautif car un « semé » ne peut déterminer un nombre précis d'éléments. D'autre part, il s'agit probablement d'un « coupé » et non d'un « chef », c'est du moins ce que semble montrer le tableau des armes des abbés de parc.
4. ↑  Le blasonnement qui apparaît dans l'ouvrage de Jansen est douteux car, en héraldique, un chef chargé de deux fasces est surprenant.
5. ↑  Le blasonnement indiqué par Jansen dans son ouvrage est : « d'or au chef d'azur chargé de trois haches d'or emmanchées et penchées ». Il est fautif.
6. 1 2  Les flèches de ce blason sont dessinées d'or, ce que le blasonnement n'indique pas, la photographie en noir et blanc des armes des abbés de Parc ne permettant pas de se positionner.
7. ↑  Le blasonnement indiqué dans l'ouvrage de Jansen : « d'argent au lion d'azur rampant tenant à la patte senestre un cœur de gueules enflammé » est fautif, or on trouve aussi, dans son ouvrage, l'information que dans le tableau héraldique de Parc, les armes qui se blasonnent « d'argent au lion rampant de sable » appartiennent aussi à l'abbé Alard de Vuren.
8. ↑  Le blasonnement indiqué dans l'ouvrage de J.E. Jansen est : « parti, le premier d'or au chef de sable sommé d'un lion d'or issant, le second de gueules à un aigle éployée d'argent ». Ce blasonnement est fautif.
9. ↑  Le blasonnement figurant dans l'ouvrage de J.E. Jansen est : « parti, le premier, de sinople à trois pinsons d'argent (faisant allusion au lieu de naissance), posé 2 et 1, le second, d'argent ». Il est fautif car le tableau des armes des abbés de Parc ne montre pas un « parti ».
10. ↑  Le blasonnement selon J.E. Jansen est : « écartelé, au 1 et 4 de gueules, chargé d'un lion d'argent, lampassé, rampant ; au 2 et 3 d'or à trois macles de sable, posées 2 et 1 ». Ce blasonnement est fautif, car les expressions « chargé », « lampassé », « rampant », « posées 2 et 1 », « au 1 et 4 » et « au 2 et 3 » sont toutes superflues.
11. ↑  Le blasonnement des armes de Henri de Redinghen est, selon J.E. Jansen : « d'argent à la fasce de gueules, au lion de sable, armé et lampassé de gueules, naissant au bord inférieur de la fasce ». Ce blasonnement est fautif.
12. ↑  Le blasonnement indiqué par J.E. Jansen pour les armes de Jean de Steenhouwer est : « écartelé, au 1 et 4 d'azur à trois maillets d'or, placés 2 et 1, au 2 et 3 d'argent à la fasce de gueules, accompagnée d'un lion naissant de sable armé et lampassé de gueules, naissant du bord inférieur de la fasce ». Ce blasonnement est fautif.
13. ↑  Le blasonnement des armes de Nicolas Boseret, indiqué par J.E. Jansen dans son ouvrage est : « d'or à deux griffes de sable levées posées en sautoir ». Il est fautif car d'une part le terme « posées » est impropre et il faut lire « passées », quand ensuite le terme « levées » ne s'applique pas aux griffes, quand enfin le terme « griffes » est ambigu et qu'il vaut mieux retenir « serres d'aigle ».
14. ↑  Selon J.E. Jansen, le blasonnement des armes de Henri van Overbeke est : « écartelé : au 1 et 4 d'argent au chef de gueules chargé d'un lion léopardé d'argent, au 2 et 3 d'argent semé d'hermine à 3 fleurs de lis de gueules au pied coupé, posées 2 et 1, le tout broché en cœur d'un plain de sable chargé de 3 feuilles de nénuphar d'argent, placées 2 et 1 ». Il est fautif car le tableau des armes des abbés de Parc laisse voir un « coupé » plutôt qu'un « chef », fautif encore car l'énoncé « d'argent semé d'hermine » est impropre. Le blasonnement peut d'autre part être simplifié, les expressions « posées 2 et 1 » et « placées 2 et 1 » étant superflues.
15. ↑  Selon J.E. Jansen, le blasonnement des armes de l'abbé Jean Balduwel est : « d'or au lion rampant de sable (couronné) et lampassé de gueules et un bâton brochant de gueules », ce qui est un blasonnement incorrect dans la mesure où « rampant » pour un lion est superflu, et « (couronné) » n'a pas sa place à priori ici, n'étant pas repris par le tableau des abbés.
16. ↑  Dans son ouvrage de référence et en rapport avec le blason de l'abbé Gérard van Goetsenhoven, J.E. Jansen indique le blasonnement suivant : « parti, le premier parti d'azur à l'aigle éployée d'or, le second parti de sable à un sautoir engrêlé d'argent ». Cet énoncé utilise le terme « éployée » qui est superflu pour une aigle. D'autre part, l'aigle représentée ici sur le blason est becquée, lampassée, allumée, membrée et armée d'argent, ce qui est une erreur. De plus, mais ça ne se blasonne pas directement, il y a un kleestengel (demi-cercle tréflé sur la poitrine et les ailes) d'argent qui est plutôt spécifique aux pays de l'est, moins à la partie occidentale de l'Allemagne qui influence les armoiries belges.
17. ↑  Dans l'ouvrage de J.E. Jansen, le blasonnement indiqué concernant les armes de Gauthier van Beringen est : « parti, le premier d'argent à trois coquelets crêtés et chantant de sable posés 2 et 1, le second de sinople au chef d'argent chargé de trois losanges de sable rangés en fasce ». Ce dernier blasonnement est fautif pour plusieurs raisons. D'abord le « crêtés » ne se blasonne pas puisqu'il est de la même couleur que le coquelet, le « coquelet » est par défaut chantant avec une patte levée, ce qui n'est pas représenté dans le tableau des armes des abbés, il s'agit donc d'un « coq arrêté », le « posés 2 et 1 » l'est toujours par défaut, enfin le tableau montre une fasce dans le chef constituée de trois macles et de deux losanges, et non « trois losanges rangés en fasce. »
18. ↑  Les abbés de l'abbaye de Parc se servent d'un sceau d'une forme particulière depuis la fin du XIVe siècle, car avant cette période et dès 1236, ce sceau est simple, ne représentant que l'effigie de l'abbé avec un livre, une crosse, et les mots : Sigillum abbatis de Parco.
19. ↑  Le blasonnement figurant dans l'ouvrage de J.E. Jansen est : « de sinople à trois pals d'azur, chaque chargé de 4 vairs renversés d'argent, au chef d'or plain », ce qui n'est pas satisfaisant. Tout d'abord, « plain » pour le chef d'or est superflu, car il n'y a pas d'ambiguïté. D'autre part, « chargé de 4 vair renversés » est fautif, car le vair est une fourrure et non un meuble, et au niveau des meubles relatifs au vair, selon le dessin, il s'agirait de « cloches de vair renversées ». Cependant, ces derniers ne chargent pas les pals de façon classique, ils sont accolés et occupent toute la largeur et hauteur des pals. En définitive, il s'agit de « trois pals de vair en pal renversé ».
20. ↑  Le blasonnement des armes de l'abbé Charles Van der Linden tel qu'il figure dans l'ouvrage de J.E. Jansen, c'est-à-dire : « de gueules au chef d'argent à trois maillets de sable penchés rangés en fasce » est un énoncé fautif car, d'une part « penchés » n'est pas un terme héraldique, il faut écrire « en bande », d'autre part « rangés en fasce », qui est la position par défaut pour trois meubles chargeant le chef, n'est pas à blasonner.
21. ↑  L'ouvrage de J.E. Jansen indique un blasonnement différent : « écartelé, au 1 et 4 de gueules à trois anilles d'argent, posées 2 et 1, et au 2 et 3 de sable à deux jumelles d'or au chef plain d'or », pour lequel l'expression « posées 2 et 1 » est superflue, l'expression « plain d'or » doit être corrigée en « d'or plain », et le terme « jumelles » est impropre puisqu'il s'agit de « tierces ». Par ailleurs, le blason qui figure dans le tableau héraldique de 1724 montre trois anilles posées 1 et 2 dans le premier quartier, ce qui est douteux, le dessinateur ayant peut-être pris cette liberté par commodité pour la représentation des anilles dans l'écu.
22. ↑  J.E. Jansen formule un blasonnement un peu différent pour le blason de l'abbé François van Vlierden puisqu'il indique : « d'argent à trois anilles de sable rangées 2 et 1 », mais le terme « rangées » est impropre, il conviendrait d'utiliser à la place le terme « posées ». Or, l'expression « posées 2 et 1 » est superflue, car c'est le positionnement par défaut de trois meubles dans un écu.
23. ↑  Selon J.E. Jansen, le blason de l'abbé Jean Maes est « écartelé, au 1 et 4 de sinople à la fasce ondée d'argent, au 2 et 3 de sable au sautoir engrêlé d'argent », énoncé qui comporte une faute d'orthographe.
24. ↑  S'agissant des armes de l'abbé Philippe van Tuycom, J.E. Jansen indique dans son ouvrage un blasonnement trop incertain qui ne permet pas de dessiner ce blason, car il fait état d'un doute réel sur la couleur « sinople ou azur ».
25. ↑  Le blasonnement qui figure dans l'ouvrage de J.E. Jansen est : « d'argent à une tête de maure de sable, tortillée d'argent, au chef d'azur chargé de trois quintefeuilles d'argent rangées en fasce ». Or, l'expression « rangées en fasce » est superflue pour un « Chef ». Par ailleurs, la répétition de l'émail « argent » n'est pas souhaitable, et il est préférable d'utiliser par exemple « du champ » et « du même émail ».
26. ↑  J.E. Jansen blasonne les armes de cet abbé en décrivant vraisemblablement leur représentation graphique mais son énoncé n'est pas correct d'un point de vue héraldique. Il indique dans son ouvrage : « D'or à deux quintefeuilles de gueules boutonnées d'or, une en chef au 2e quartier, et l'autre en pointe : au franc quartier d'or à trois pals d'azur coupé de gueules ». Ce blasonnement s'appuie sur deux quintefeuilles au lieu de trois, la troisième étant cachée par le franc quartier. De plus, l'expression « boutonnées d'or » est superflue car la quintefeuille est naturellement percée en son centre. Enfin, en fonction des proportions de la partition du franc quartier, il s'agit d'un chef et non d'un coupé.
27. ↑  J.E. Jansen commet une erreur dans le blasonnement des armes de l'abbé Ferdinand de Loyers, car il décrit des lions « posés en pal » alors qu'ils sont en fait « l'un sur l'autre ».
28. ↑  L'ouvrage de J.E. Jansen indique le blasonnement : « D'azur à trois étoiles d'or broché en cœur d'un plain d'argent à cinq fleurs de lis de gueules » pour les armes de Simon Wouters, mais cet énoncé n'est pas satisfaisant.
29. ↑  Dans son ouvrage de référence, J.E. Jansen énonce le blasonnement : « D'azur à la madone d'argent nimbée d'or », en omettant l'expression : « à la bordure dentée d'argent », ce qui est un manque manifeste au regard de la représentation graphique du blason sur le tableau des armes des abbés de Parc.
30. ↑  Le blasonnement des armes de l'abbé François de Paule Adrien Versteylen est un peu différent de l'énoncé que l'on trouve dans l'ouvrage de référence de J.E. Jansen, mais ce n'est pas un héraldiste. Par contre, on peut se fier à la représentation du blason qui figure sur le tableau des armes des abbés de Parc. Selon J.E. Jansen, le blasonnement est : « Écartelé, au 1 et 4 d'or à 4 pals de sable au chef d'azur broché d'une croix de saint André d'or, au 2 et 3 coupé parti d'argent parti de gueules broché d'une quintefeuille de gueules et d'argent », lequel présente plusieurs anomalies. D'abord, les parties supérieure et inférieure du coupé présent aux quartiers I et IV sont inversés. Ensuite, il n'est pas fait mention de « pals abaissés » contrairement à ce que montre le dessin. Enfin, l'expression « coupé parti d'argent parti de gueules » est incompréhensible en héraldique.